# Système d'affichage du cockpit
 (juin 2025).
Les systèmes d'affichage du cockpit (ou CDS, pour Cockpit Display Systems) sont la partie visible (et audible) de l'interface homme-machine (IHM) par laquelle l'équipage pilote gère le cockpit tout écran moderne, interagissant ainsi avec les avioniques de l'appareil.

## Histoire
Avant les années 1970, les cockpits n'utilisaient généralement aucun instrument ou affichage électronique. Les progrès de l'informatique, le besoin d'améliorer la conscience de la situation dans des environnements de plus en plus complexes, et la croissance rapide du transport aérien commercial, conjugués à la compétition militaire continue, ont conduit à un niveau accru d'intégration dans le cockpit.
Un avion de transport moyen des années 1970 comportait plus d'une centaine d'instruments et de commandes dans le poste de pilotage, et les instruments de vol principaux étaient déjà surchargés d’indicateurs, de barres croisées et de symboles. Le nombre croissant d’éléments du cockpit entrait ainsi en concurrence pour l’espace disponible et l’attention du pilote.

## Architecture
Les cockpits tout écran intègrent couramment des écrans multicolores haute résolution (souvent des écrans à cristaux liquides, ou LCD) qui présentent de manière intégrée des informations relatives aux différents systèmes avioniques (tels que la gestion de vol).
L’architecture d’avionique modulaire intégrée (IMA) permet de maximiser l’intégration des instruments et affichages du cockpit à la fois au niveau matériel et logiciel.
Le logiciel du système d’affichage du cockpit (CDS) utilise généralement du code API pour s’intégrer à la plateforme avionique modulaire intégrée (par exemple via OpenGL pour accéder aux pilotes graphiques). Ce logiciel peut être écrit manuellement ou à l’aide d’outils prêts à l’emploi (COTS) comme GL Studio, VAPS, VAPS XT ou SCADE Display.
Des standards tels que ARINC 661 spécifient l’intégration logicielle du CDS avec les applications systèmes de l’avion (appelées « applications utilisateur » ou UA).